# Bolevec
Bolevec – miejska i katastralna części Pilzna, w północnej części miasta. Leży na terenie gminy katastralnej Pilzno 1.